# ふじ美術館
ふじ美術館は、静岡県掛川市にあり、丸和商事株式会社が運営していた美術館。1990年2月に開館し、日本の刀剣と甲冑を展示していた。
2010年3月31日をもって閉館した。

## 所在地
- 静岡県掛川市駅前1丁目9 ABCビル8階
掛川駅北口より徒歩約1分。